# Vermögensabgabe
Die Vermögensabgabe ist eine Substanzsteuer auf in der Regel hohe Vermögen natürlicher oder juristischer Personen. Sie unterscheidet sich von der Vermögensteuer darin, dass sie nicht wiederkehrend, sondern einmalig erhoben wird. In der politischen Diskussion wird von verschiedenen Seiten vorgeschlagen, eine Vermögensabgabe einzuführen.

## Deutschland
In Deutschland gibt es historisch verschiedene Beispiele einer Vermögensabgabe. Zur Finanzierung der Rüstungsausgaben vor dem Ersten Weltkrieg wurde der sogenannte Wehrbeitrag erhoben. Im besiegten Deutschen Reich der Weimarer Republik gab es das sogenannte Reichsnotopfer. In beiden Fällen wurden hohe Vermögen belastet, und zwar von natürlichen und juristischen Personen. Eine weitere Abgabe war die Juden diskriminierende Judenvermögensabgabe während der Zeit des Nationalsozialismus.
Nach dem Zweiten Weltkrieg wurde in der Bundesrepublik Deutschland eine Vermögensabgabe aufgrund des Lastenausgleichsgesetzes erhoben.

### Forderungen
Die Initiative Vermögender für eine Vermögensabgabe appellierte 2009 an die Politik, Reiche durch eine Vermögensabgabe stärker zu belasten. Sie fordern eine Vermögensabgabe von 5 % ab einem Vermögen von 500.000 Euro. Dies würde nach ihren Schätzungen Einnahmen von 100 Milliarden Euro ermöglichen. Im Anschluss solle eine jährliche Vermögensteuer von 1 % erhoben werden.
Die Boston Consulting Group, eine weltweit agierende Unternehmensberatung, riet im September 2011 ebenfalls zu einer Vermögensabgabe im Zuge der Eurokrise. Für die meisten europäischen Länder sollte eine Vermögensabgabe von 11 % bis 30 % ausreichend sein.
Die Bundestagsfraktion Bündnis 90/Die Grünen hat unter Lisa Paus im September 2012 einen Gesetzentwurf zur Vermögensabgabe beim Bundestag eingebracht. Sie fordern, dass es in Deutschland einen einmaligen Solidarbeitrag gibt, der von allen Menschen mit einem Vermögen von mehr als 1 Million Euro geleistet wird. Das Vermögen wird mit einem Satz von 1,5 % über einen Zeitraum von 10 Jahren besteuert. Die Erträge sollen dem Schuldenabbau dienen. Der Gesetzentwurf wurde am 27. Juni 2013 vom Bundestag abgelehnt. Bereits zu Beginn des Jahres, im Januar 2012, hatten die Grünen ein Positionspapier zur Vermögensabgabe veröffentlicht.
Das DIW in Berlin schlug im Juli 2012 vor, eine einmalige Vermögensabgabe auf höhere Privatvermögen zu erheben (Siehe unten - Literatur). Diese könnte zur Refinanzierung und zum Abbau der Staatsschulden in Europa herangezogen werden, ohne dass eine Dämpfung der Konsumnachfrage zu befürchten wäre, so das DIW. Für Deutschland sei ein Aufkommen von etwa 230 Milliarden Euro bei einer Abgabe von 10 % auf private Vermögen über 250.000 Euro zu erwarten.
Die Vermögensabgabe wird auch von der Partei Die Linke unterstützt. Sie fordern die europaweite Einführung einer Vermögensabgabe und einen „echten Schuldenschnitt“.
Die IG Metall sprach sich 2015 ebenfalls für eine Vermögensabgabe aus. Sie prangerte die ungleiche Verteilung des Reichtums in Deutschland an und fordert für 20 Jahre eine Vermögensabgabe von jährlich 2 % auf alle Geld- und Sachvermögen von mehr als 1.000.000 Euro.
Im Zuge des russischen Überfalls auf die Ukraine legte die Parlamentarische Linke in der SPD-Bundestagsfraktion im Sommer 2022 ein Konzept zur Erhebung einer einmaligen Vermögensabgabe vor. Darüber sollen weitere Entlastungen für von der Inflation betroffene Bürger finanziert und öffentliche Wachstumsimpulse gesetzt werden.

### Verfassungsmäßigkeit
Die Frage, ob eine Vermögensabgabe mit dem Grundgesetz vereinbar ist, hängt vor der konkreten Ausgestaltung einer solchen Vermögensabgabe ab. Art. 14 Abs. 1 GG gewährleistet das Eigentumsrecht und verbietet entschädigungslose Enteignungen in Abs. 3. Dennoch sind einmalige Vermögensabgaben gemäß der Rechtsprechung des Bundesverfassungsgerichtes zum Lastenausgleichsgesetz unter bestimmten Voraussetzungen aufgrund der Sozialpflichtigkeit des Vermögens möglich. Voraussetzung ist zunächst einmal eine Not- oder Ausnahmesituation zur Rechtfertigung einer einmaligen Vermögensbelastung. Eine solche Situation war nach dem Zweiten Weltkrieg und Vertreibung in den 1950er Jahren nach Auffassung des Bundesverfassungsgerichtes gegeben, ob eine solche Ausnahmesituation nach der Eurokrise vorliegt, ist umstritten. Weiterhin verletzt eine einmalige Abgabe potentiell den in Art. 3 GG normierten Gleichheitssatz und das daraus abgeleitete Leistungsfähigkeitsprinzip: Ein Steuerbürger, der zum Zeitpunkt der Erhebung Vermögen hat, ist abgabepflichtig, Personen, die das gleiche Vermögen nach dem Stichtag erworben haben, dagegen nicht. Dieser Konflikt kann durch Ausnahmeregelungen vermindert werden, die der individuellen Situation der Steuerpflichtigen Rechnung trägt. Konfiskatorische oder exzessive Steuerlasten sind mit dem Grundgesetz nicht vereinbar. Um diesem Aspekt Rechnung zu tragen, wurde beispielsweise die Zahlungspflicht nach dem Lastenausgleichsgesetz auf Jahrzehnte gestreckt, um zu verhindern, dass Bürger beispielsweise Immobilien verkaufen mussten, um die Steuern zahlen zu können.

## Schweiz
In der Schweiz wurde 1922 zur Tilgung von Kriegsschulden von der Sozialdemokratischen Partei der Schweiz eine Eidgenössische Volksinitiative «für die Einmalige Vermögensabgabe» lanciert. Die Initiative sah eine einmalige Vermögensabgabe auf das Gesamtvermögen von über 80.000 Franken zum Stichtag 31. Dezember 1922 von natürlichen und juristischen Personen vor. Die Abgabe hätte nach Schätzungen etwa 0,6 % der Bevölkerung betroffen. Die Initiative wurde in einem Referendum mit 87,0 % Nein-Stimmen abgelehnt. Bei der Abstimmung kam die höchste je erzielte Stimmbeteiligung in der Schweiz von 86,3 % zustande.